# Maciej Bobula
Maciej Bobula (ur. 1988) – polski poeta, prozaik, nauczyciel i tłumacz z języka duńskiego.

## Życiorys
Laureat Wrocławskiej Nagrody Poetyckiej Silesius 2019 w kategorii debiut, Nagrody im. Kazimiery Iłłakowiczówny za najlepszy debiut poetycki 2018 roku i zdobywca I miejsca w Ogólnopolskim Konkursie Literackim im. Artura Fryza za tom wsie, animalia, miscellanea (Fundacja Duży Format, Warszawa 2018). Za ten tom był również nominowany do Nagrody Kulturalnej Gazety Wyborczej wARTo 2019 i został laureatem Nagrody Publiczności, a za projekt tego tomu otrzymał Nagrodę Główną w VI Ogólnopolskim Konkursie na Tomik Wierszy Duży Format 2018. Za swój debiut prozatorski pt. Szalejów został nominowany do Nagrody Conrada i Nagrody Literackiej im. Witolda Gombrowicza, w ramach której wyróżniony został wyjazdem na rezydencję literacką w Vence we Francji. W 2023 za tom pustko został nominowany do Nagrody Literackiej m.st. Warszawy w kategorii poezja, do Nagrody im. Wisławy Szymborskiej oraz nagrodzony Nagrodą Kulturalną Gazety Wyborczej wARTo 2023.
Przetłumaczył z języka duńskiego m.in. książki Jonasa Eiki, Jakoba Eiersbo i Naji Marie Aidt.
Mieszka w Szalejowie Górnym.

## Książki
- Antologia Bękarty Wołgi. Klechdy miejskie[13] (Ha!art, Kraków 2015) – nowela pt. Dunkelheit
- wsie, animalia, miscellanea (Fundacja Duży Format, Warszawa 2018) – poezja
- Szalejów (wydawnictwo j, Wrocław 2020) – opowiadania
- Franciszka, Maryśka i ja (wydawnictwo j, Wrocław 2020) – powieść
- pustko (Wydawnictwo Warstwy, Wrocław 2022) – poezja